# اودوآسر کیه ریتو
اودوآسر کیه ریتو (انگلیسی: Odoacre Chierico؛ زادهٔ ۲۸ مارس ۱۹۵۹) بازیکن فوتبال اهل ایتالیا است.
از فیلم‌ها یا برنامه‌های تلویزیونی که وی در آن نقش داشته‌است می‌توان به مربی در ساحل اشاره کرد.
از باشگاه‌هایی که در آن بازی کرده‌است می‌توان به باشگاه فوتبال اینتر میلان، باشگاه فوتبال آسکولی، باشگاه فوتبال آ.اس. رم، باشگاه فوتبال اودینزه، باشگاه فوتبال پیزا، و باشگاه فوتبال چزنا اشاره کرد.